# Směrnice o stanovištích
Směrnice o stanovištích (celým názvem Směrnice Rady č. 92/43/EHS z 21. května 1992 o ochraně přírodních stanovišť, volně žijících živočichů a planě rostoucích rostlin) je směrnice Evropské unie týkající se ochrany rostlin, živočichů a životního prostředí.
Na jejím základě se vyhlašují evropsky významné lokality známé jako Natura 2000.
Účelem směrnice je ochrana asi 220 typů stanovišť a asi 1000 druhů rostlin a živočichů.

## Stanoviště
Mezi stanoviště (jsou vyjmenována v příloze I) patří např. rašeliniště, vápencové bučiny, alpínská vřesoviště nebo ústí řek do moře. Zdůrazněná jsou zde prioritní stanoviště, která jsou ohrožena vymizením – např. např. pobřežní laguny a rašelinné lesy.

## Chráněné druhy
Mezi chráněné druhy rostlin a živočichů (jsou vyjmenované v přílohách II, III a V) patří např. rys ostrovid, mihule říční nebo narcis žlutý. I zde jsou zvláště vyjmenovány tzv. prioritní druhy, tj. ohrožené druhy, za jejichž zachování má Evropská unie zvláštní odpovědnost – např. medvěd hnědý nebo zmije Schweizerova.